# Löwenstein
Löwenstein (tiếng Đức: [ˈløːvn̩ˌʃtaɪ̯n] ⓘ) là một thị xã ở huyện Heilbronn trong bang Baden-Württemberg, Đức. Đô thị này có diện tích 23,46 km², dân số thời điểm 31 tháng 12 năm 2020 là 3379 người. Khu vực này được đề cập lần đầu vào năm 1123. Lâu đài Löwenstein là nơi sinh sống của các bá tước Löwenstein-Wertheim. Năm 1634, lâu đài này bị các lực lượng quân đế quốc La Mã thần thánh phá hủy.